# Джусаго
Джуса̀го (на италиански: Giussago, на местен диалект: Giüssà, Джюса) е градче и община в Северна Италия, провинция Павия, регион Ломбардия. Разположено е на 93 m надморска височина. Населението на общината е 5160 души (към 2014 г.).